# Zsinka László
Zsinka László (Szőny, 1953. november 29. – 2013. október 13.) magyar statisztikus, sakkozó, 1998-tól 2006-ig a Fővárosi Közgyűlés tagja, 2001-től a fővárosi MIÉP képviselőcsoport frakcióvezetője volt. 2002 és 2006 között ő szólalt fel a legtöbbet a Fővárosi Közgyűlésben. A 2006-os önkormányzati választáson a MIÉP – Jobbik a Harmadik Út főpolgármester-jelöltje volt.

## Élete
1953-ban született Szőnyben, 1977-ben szerzett diplomát a Budapesti Közgazdaságtudományi Egyetem Ipar szakán. 1977–2001-ig a Központi Statisztikai Hivatalban dolgozott. 1985-től nemzetközi sakkmester is.
2013. október 13-án szívinfarktusban elhunyt.

## Politikai szerepvállalása

### A MIÉP-ben
A politikai életbe 1994-ben kapcsolódott be, a MIÉP színre lépése után. 1994 és 1998 között a XVI. kerületi Önkormányzat Gazdasági Bizottsága munkájában vett részt a Magyar Út Körök és a MIÉP delegáltjaként. Az 1998-as önkormányzati választáson a MIÉP listájáról került be a Fővárosi Közgyűlésbe, ahol a Tulajdonosi Bizottság alelnöke és az Egészségügyi Bizottság tagja volt. 1999 decemberében a MIÉP Országos Gyűlésén elnökségi tagnak választották. 2001-től 2006. október 1-jéig a MIÉP, illetve a Miép–Jobbik képviselőcsoport frakcióvezetőjeként tevékenykedett.

#### Főpolgármesterjelöltség
A 2006-os önkormányzati választáson harcba indult a Miép-Jobbik jelöltjeként Budapest főpolgármesteri székéért. Zsinka magát az egyetlen igazi jobboldali jelöltként aposztrofálta, mivel mindkét fő esélyes, Demszky, illetve Tarlós is tagja, vagy egykoron tagja volt az SZDSZ-nek. Fő célkitűzései a Csatornázási Művek önkormányzati kézbe vétele, fellépés a korrupció ellen, egységes parkolórendszer kiépítése, a tömegközlekedés arányának növelése, a BKV járműparkjának folyamatos korszerűsítése, az üzemidő növelése, a járatok sűrítése voltak. Nem elhanyagolható a Fővárosi Közmunkák Tanácsa újboli létrehozása, valamint az eredeti – piros-sárga-zöld színű – Budapest zászló visszaállítása. Érdekesség, hogy egy „Ki mit tud?” keretében az akkori jelöltek közül Zsinka tudta a legtöbb helyes választ a fővárosról megelőzve Demszky Gábort, mint ahogy ő volt a legaktívabb képviselő is a Fővárosi Önkormányzatban. Zsinka László az érvényes szavazatok 1,4%-át (10 791 szavazat) szerezte meg, ezzel Demszky Gábor (SZDSZ–MSZP), Tarlós István (független, Fidesz-támogatott) és Katona Kálmán (MDF) mögött a negyedik lett az öt induló közül.

### A Társadalmi Igazságosság Pártjában
2008. október 4-én alapította a Társadalmi Igazságosság Pártját (TIP), amely hitvallása szerint egy modern, valóban a magyarság érdekében tevékenykedő nemzeti párt kívánt lenni. Zsinka volt párt elnöke is. Zsinka halála után a párt is megszűnt.

## Külső hivatkozások
- Önéletrajza a valasztas.hu honlapon
- Fővárosi Közgyűlés ülései